# 윤석주 (희극인)
윤석주(1974년 2월 7일 ~ )은 대한민국의 희극 배우이다.

## 학력
- 서울고등학교
- 호서대학교 산업디자인학과

## 출연작

### 방송
- 개그콘서트 (KBS)
- 행복한 밥상 (KBS)
- 구수한 세상 누룽지 (KBS)
- 코미디빅리그 (tvN)

### 영화
- 남자사용설명서